# Leonora Cohen

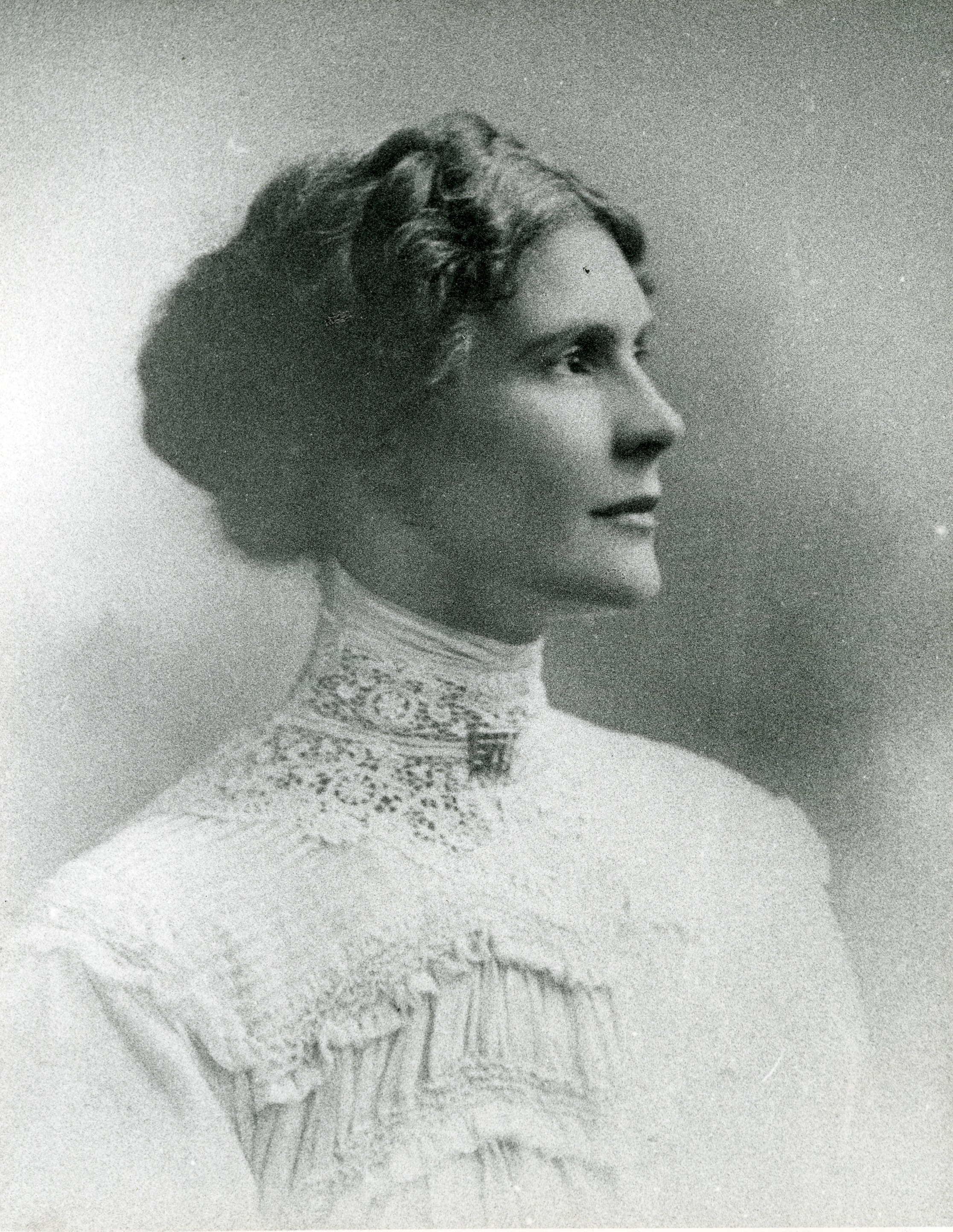
Leonora Cohen

Leonora Cohen JP OBE (geborene Throp; * 15. Juni 1873 in Leeds, England; † 4. September 1978 in Colwyn Bay, Wales) war eine britische Suffragette und Gewerkschafterin sowie eine der ersten weiblichen Magistrates (Friedensrichter). Sie wurde als „Tower Suffragette“ bekannt, nachdem sie eine Glasvitrine im Tower of London eingeworfen hatte und als Leibwächterin für Emmeline Pankhurst diente. Sie wurde 105 Jahre alt trug noch im hohen Alter in den 1970er Jahren zur Zweiten Welle des Feminismus bei.

## Kindheit, Jugend, Ausbildung
Cohen wurde 1873 als Leonora Throp in Hunslet, einem Wohngebiet der Stadt Leeds als Tochter von Canova und Jane Throp geboren. Ihr Vater Canova Throp, ein Bildhauer, starb 1879 an Tuberkulose. Ihre Mutter musste die damals 5 Jahre alte Leonora und ihre zwei jüngeren Brüder allein aufziehen. Die Mutter arbeitete als Näherin.
Leonora Throp machte eine Lehre als Hutmacherin und lernte während ihrer Arbeit als Einkäuferin für Hutmacher Henry Cohen kennen, den Angestellten eines Juweliers im Stadtzentrum von Leeds, der von jüdischen Immigranten abstammte, die zuletzt in Warschau gelebt hatten. Mit Henry war sie seit der Kindheit befreundet, beide Familien missbilligten allerdings die Heirat.
Das erste Kind der beiden Eheleute, Rosetta, starb im ersten Lebensjahr. 1902 bekamen die Cohens einen Sohn, dem sie den Namen Reginald gaben und der das Erwachsenenalter erreichte. In den nachfolgenden neun Jahren genoss die kleine Familie ein friedliches Leben und Henrys Juweliergeschäft florierte.

## Anstöße für ihr Frauenrechtlertum
Cohens Mutter Jane hatte großen Einfluss auf sie. Leonora erlebte mit, dass ihre Mutter, eine alleinerziehende Näherin mit drei Kindern als Britin im späten 19. Jahrhundert kaum Rechte hatte. In einem Interview im hohen Alter äußerte Cohen: „Life was hard. My mother would say 'Leonora, if only we women had a say in things', but we hadn't. A drunken lout of a man … had a vote simply because he was a male. I vowed I'd try to change things.“ (deutsch: Das Leben war schwer. Meine Mutter pflegte zu sagen: „Leonora, wenn die Frauen doch nur mal etwas zu sagen hätten! Aber wir hatten nichts zu sagen. Ein Trunkenbold hat das Stimmrecht nur deshalb, weil er ein Mann ist.“) Cohen sah schon in jungen Jahren, dass ihre Mutter große Hindernisse überwinden musste, nur, weil sie eine Frau war. Es war „her mother's lack of empowerment that radicalised her.“ (es war die Rechtlosigkeit ihrer Mutter, die sie radikalisierte)

## Taten werden eher wahrgenommen als Worte
Im Jahr 1909 schloss Cohen sich der 1903 von Emmeline Pankhurst gegründeten Women's Social and Political Union (WSPU) in Leeds an. Später war Cohen Mitglied der Gruppe „The Bodyguard“ zum Schutz von Pankhurst.
Im Jahr 1911 beteiligte sich Cohen an einer Protestaktion, bei der sie einen Stein gegen ein Fenster eines Regierungsgebäudes warf; sie wurde verhaftet und sieben Tage lang im Holloway-Gefängnis festgehalten. Vor Gericht verteidigte sie sich selbst; sie wurde zwar schuldig gesprochen, jedoch wegen des geringen Schadens nicht zu einer Haftstrafe verurteilt.{ Außerdem wurde sie bei einem Protest vor dem Unterhaus „mit der geballten Faust eines Polizisten auf den Kiefer geschlagen und  unter das Pferd eines berittenen Polizisten geworfen“. Als Cohen begann, mutigere Schritte als Suffragette zu unternehmen, unterstützte ihre Familie ihr Engagement für das Wahlrecht, ihr Freundeskreis jedoch nicht; sie erhielt Hassbriefe, und ihr Sohn wurde in der Schule verfolgt.
Im Jahr 1913 protestierte Cohen gegen die Regierung, indem sie mit einer Eisenstange eine Glasvitrine mit Insignien des Verdienstordens Order of Merit im Juwelenhaus des Tower of London zerschlug. Cohen wurde ein zweites Mal verhaftet und in die Haftanstalt Armley Gaol gebracht, wo sie in einen Hungerstreik trat. Aufgrund des Cat and Mouse Act wurde sie nach einigen Tagen vorübergehend entlassen, damit sie sich von den Folgen des Hungerstreiks erholen konnte. Leonora und Henry Cohen zogen nach Harrogate um und eröffneten eine vegetarische Pension. Dort kamen auch Suffragetten unter, die vor der Polizei geflohen waren. Leonora Cohen wurde von der WSPU mit einer Hunger Strike Medal mit dem Zusatz 'für Tapferkeit' ausgezeichnet.
1913 organisierten die Suffragetten Annie Kenney und Flora Drummond Treffen von Vertreterinnen der WSPU mit den führenden Politikern David Lloyd George und Sir Edward Grey. Die Delegierten erläuterten die Lohn- und Arbeitsbedingungen, unter denen sie litten, und ihre Hoffnung, dass ein Wahlrecht es den Frauen ermöglichen würde, den Status quo auf demokratische Weise in Frage zu stellen. Cohen erklärte, dass Frauen, die wählen würden, die Macht hätten, höhere Löhne zu fordern, wie es die Männer getan hatten, was verhindern würde, dass unterbezahlte Mädchen auf die Straße gingen.
Cohen verkleidete sich als Junge und Norah Duval als Bäckergeselle; sie tauschten beim Ausliefern von Brot mit der Suffragette Lilian Lenton die Plätze, damit diese aus dem Haus des Kunstkritikers Frank Rutter in Leeds fliehen konnte, das als Erholungsheim für Hungerstreikende diente.
Das Kleid, das sie 1914 auf dem Ball des Leeds Arts Club trug, war mit Suffragettensymbolen und dem Logo der Women's Social and Political Union verziert. Das Kleid befindet sich heute im Besitz des Leeds Discovery Centre.
Cohen wurde Bezirksorganisatorin der National Union of General and Municipal Workers in Leeds und organisierte Arbeiter für ihre Forderungen, unter anderem mit einem dreitägigen Streik; sie war eine Amtszeit lang Präsidentin des Leeds Trades Council. Nach dem Ersten Weltkrieg zogen Leonora und ihre Familie zurück in die Clarendon Road in Leeds.
1923 wurde Cohen die erste weibliche Präsidentin der Yorkshire Federation of Trades Councils. Im Jahr 1924 wurde Cohen zur Friedensrichterin (Magistrate und Justice of the Peace) ernannt; sie war eine der ersten Frauen, die in dieses Amt berufen wurden und hatte es für 25 Jahre inne. Im Rahmen der Birthday Honours 1928 wurde sie als Officer des Order of the British Empire (OBE) in Anerkennung für ihr gesellschaftliches Engagement ausgezeichnet.

## Die zweite Welle des Feminismus
Cohen zog nach Colwyn Bay in Nord-Wales um. 1970 wohnte sie der Enthüllung des Suffragette Memorial in London bei; 1973 besuchte sie die Stätte ihrer Tower -Aktion.
Cohen wurde 105 Jahre alt, sie erlebte somit noch die Zweite Welle des Feminismus in den 1970ern. Sie wurde wieder Gegenstand der Aufmerksamkeit der Öffentlichkeit. Brian Harrison interviewte 183 Menschen, darunter auch Cohen, im Rahmen seines Oral-History-Projekts Suffrage Interviews Oral Evidence on the Suffragette and Suffragist Movements: the Brian Harrison interviews. In diesem Zusammenhang entstanden 2 Interviews mit Cohen im Jahr 1974, ein drittes 1976. In einem der Interviews aus dem Jahr 1974 sprach Cohen über ihre Rolle bei der Protestbewegung von 1911 und über ihre Erlebnisse bei ihrer ersten Verhaftung: „[At the rally] it was so packed. And the mounted police were out. And when we got up to the palace gate, I can also remember so clearly the police there on horseback and that is where I was knocked down.“ (auf Deutsch etwa: „[Bei der Kundgebung] war es so voll. Und die berittene Polizei war da. Und als wir zum Schlosstor kamen, erinnere ich mich auch ganz genau an die berittene Polizei, und da wurde ich niedergeschlagen.“)
1974 erschien sie auf der Titelseite der Radio Times, um für die Serie Shoulder to Shoulder über die Geschichte der Frauenwahlrechtsbewegung zu werbe; auf dem Foto trug sie ihre Holloway brooch und die Hunger Strike Medal.
Später analysierten Wissenschaftler Cohens Leben als Suffragette. Jemal Nath wies auf die enge Verbindung von Vegetarismus und Feminismus hin. Die Wahlrechtsbewegung im späten neunzehnten Jahrhundert wurde als Beispiel herangezogen. Cohens Vegetarismus und der anderer Suffragetten wurde als Möglichkeit für Frauen gesehen, weniger Zeit in der Küche zu verbringen, da sie kein Fleisch zubereiten mussten, So konnten sie mehr Zeit für außerhäusliche Interessen aufwenden.

## Tod und Nachleben

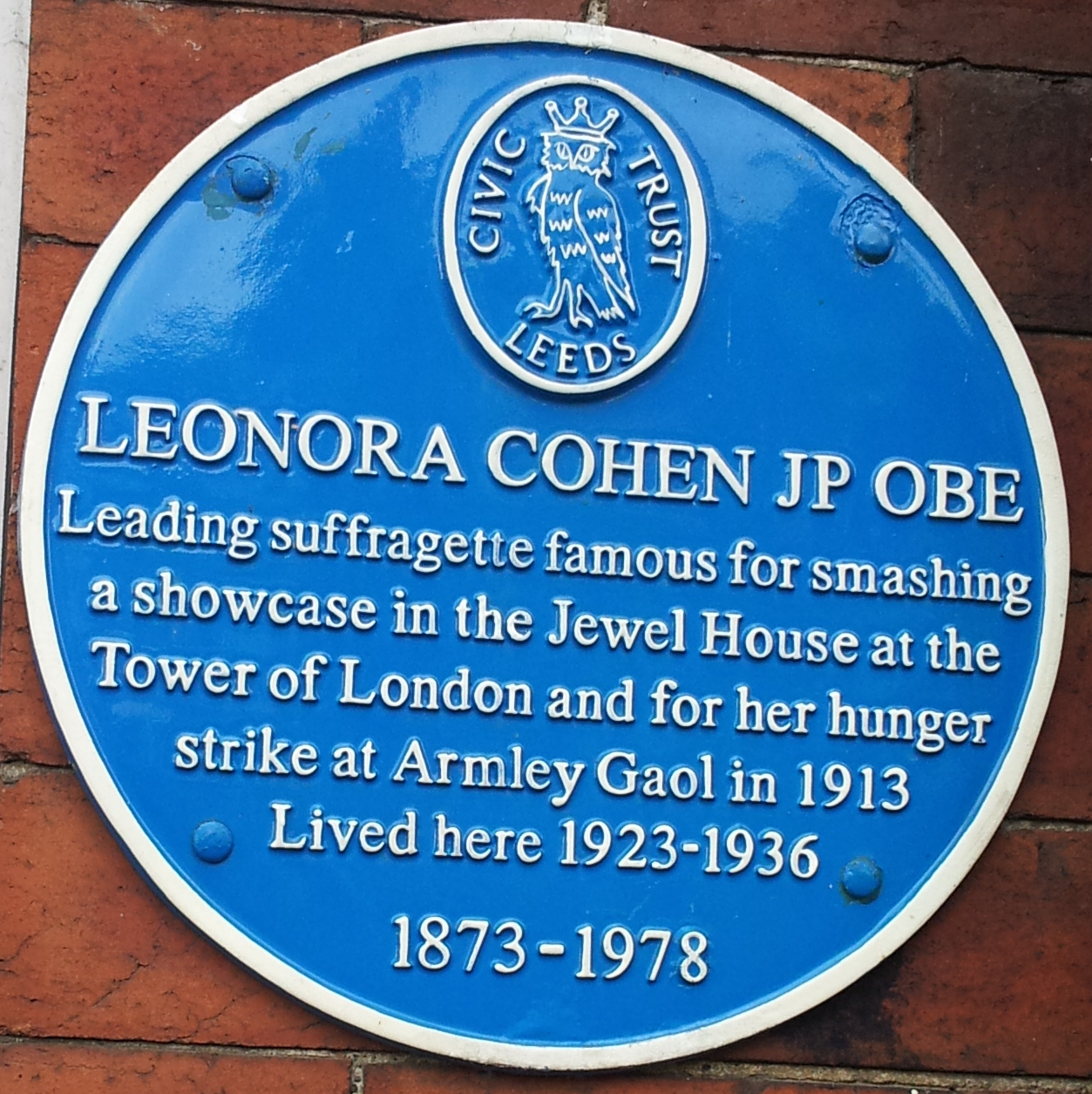
Blaue Plakette, Leeds

In den 1960er Jahren schenkte Cohen ihre Sammelalbum mit Papieren und anderen Erinnerungsstücke dem Abbey House Museum in Leeds. Das Sammelalbum bietet zwar keinen umfassenden Bericht über ihre Zeit als Suffragette, gibt aber einen Einblick in die Gründe, die sie dazu bewogen hatten, Suffragette zu werden. Ihr Sammelalbum zeigt auch, dass sie am Zeitgeschehen interessiert war; so enthielt es einen Artikel über den Tod der Krankenschwester Edith Cavell. In der Sammlung befindet sich auch ein von ihrem Vater gemaltes Porträt von ihr als Kind.
Cohen verbrachte ihre letzten Lebensjahre in einem vegetarischen Pflegeheim. Sie starb 1978 im Alter von 105 Jahren. In der Times erschien ein Nachruf. Darin wurde ihr OBE-Orden erwähnt, ihre Tätigkeit als Leibwächterin von Pankhurst, die Haftzeit und ihr Hungerstreik sowie ihre Bezeichnung als „Tower Suffragette“  wegen der Schäden, die sie im Tower von London mit einer Eisenstange angerichtet hatte. Sie wurde als Aktivistin von regionaler Bedeutung eingestuft.
Ein Interview mit Cohen anlässlich ihres hundertsten Geburtstags erschien in den North Wales Weekly News. Darin erklärt sie, warum und wann sie sich der Wahlrechtsbewegung anschloss und was sie danach tat.